# Szentmárton (Szlovákia)
Szentmárton (szlovákul Martinček, korábban Svätý Martin) község Szlovákiában, a Zsolnai kerület Rózsahegyi járásában.

## Fekvése
Rózsahegytől 3 km-re északkeletre, a Vág jobb partja feletti Barát-hegy északi tövében található.

## Története
Területe már a bronzkorban lakott volt, a határában a lausitzi kultúra településének maradványi kerültek elő.
A falu a Szent Mártonnak szentelt templom körül alakult ki a 13. század második felében. Plébániáját az 1332 és 1337 között kelt pápai tizedjegyzék említi „Sanctus Martinus de Liptovia” néven. IV. László királynak egy dátum nélküli oklevele említi először, melyet az 1391. évi Liptói regestrum közöl. 1625-ben 10 zsellércsalád élt a településen, akik a vár szolganépei voltak és a várföldeket művelték meg. 1715-ben 5 adózója lakta a falut. 1784-ben 28 házában 229 lakos élt.
A 18. század végén Vályi András így ír róla: „SZENT MÁRTON. Tót falu Liptó Várm. földes Ura a’ Kir. Kamara, lakosai katolikusok, fekszik Rozenbergnek szomszédságában, mellynek filiája; határja középszerű.”
1828-ban 39 háza volt 274 lakossal. 1848-ig Likava várának uradalmához tartozott. A trianoni diktátumig Liptó vármegye Rózsahegyi járásához tartozott.

## Népessége
| Év:            | 1994. | 2004.   | 2014.   | 2024.    |
| -------------- | ----- | ------- | ------- | -------- |
| Emberek száma: | 386   | 383     | 416     | 466      |
| Eltérés:       |       | -0,77 % | +8,61 % | +12,01 % |

| Év:            | 2023. | 2024.   |
| -------------- | ----- | ------- |
| Emberek száma: | 449   | 466     |
| Eltérés:       |       | +3,78 % |

1910-ben 295, túlnyomórészt szlovák lakosa volt.
2011-ben 386 lakosából 379 szlovák.

## Nevezetességei
- A Barát-hegy csúcsán bronzkori sáncrendszer maradványai láthatók, melyek a lausitzi kultúra népétől származnak.
- A Barát-hegy keleti kiszögelésénél található a Liszkói-barlang, melyből számos őskori emberi lelet került elő, hossza 2120 m.
- Szent Márton tiszteletére szentelt római katolikus temploma 1260 körül épült. A 14. század második felében toronnyal és sekrestyével bővítették. A 18. században részben barokk stílusban építették át, a 19. század végén felújították. Falfestményei részben eredetiek.